# Férfi 4 x 100 méteres váltófutás a 2011. évi nyári európai ifjúsági olimpiai fesztiválon
A 2011. évi nyári európai ifjúsági olimpiai fesztiválon az atlétikai versenyszámokat Trabzonban rendezték. A férfi 4 x 100 méteres váltófutás előfutamait július 28.-án, a döntőjét pedig július 29.-én rendezték.

## Előfutamok
Mindkét előfutam első két helyezettje (Q) illetve a további legjobb 4 időeredménnyel (q) rendelkező csapat jutott tovább a döntőbe. Minden nemzet egyetlen négyfős csapattal képviselhette magát.
| H  | F | Nemzet             | Versenyzők                                                                        | E     | Mj   |
| -- | - | ------------------ | --------------------------------------------------------------------------------- | ----- | ---- |
| 1  | 2 | Franciaország      | Jordan Geenen Mickael Meba-Zeze Gautier Dautremer Wilhem Belocian                 | 41.28 | Q    |
| 2  | 1 | Olaszország        | Gabriele Parisi Giacomo Isolano Lorenzo Perini Giovanni Cellario                  | 41.53 | Q    |
| 3  | 2 | Egyesült Királyság | James Taylor Thomas Holligan Clovis Asong Leon Reid                               | 41.72 | Q    |
| 4  | 1 | Belgium            | Oumar Diallo Bram Luycx Mathias Broothaerts Lorijn Verbrugghe                     | 42.07 | Q    |
| 5  | 1 | Fehéroroszország   | Uladzislau Trafimovich Siarhei Kresa Ilya Siratsiuk Aliaksandr Krasouski          | 42.26 | q    |
| 6  | 1 | Törökország        | Musa Tuzen Furkan Sen Nimet Sen Aykut Ay                                          | 42.27 | q    |
| 7  | 2 | Észtország         | Sten Utsmuts Keiso Pedriks Joosep Lohur Rait Veesalu                              | 42.43 | q    |
| 8  | 2 | Románia            | Ioan Pitigoi Ionut Grecu Marius Marian Blenche Alexandru Terpezan                 | 42.43 | q PB |
| 9  | 2 | Németország        | Daniel Koelsch Steffen Dale Trenk Louis Simon Maximilian D. Chichowski            | 42.55 |      |
| 10 | 1 | Hollandia          | Yannick Mahieu Olaf Van Den Bergh Jerom Theunissen Filip Van Den Hoven            | 42.63 |      |
| 11 | 2 | Írország           | Ben Kiely Gregory William O'shea Karl John Griffin Marcus Lawler                  | 42.67 |      |
| 12 | 2 | Finnország         | Ville Hakomaki Juho Vanhala Niko Pronin Otto Ahlfors                              | 43.42 |      |
| 13 | 2 | Azerbajdzsán       | Elmar Heybatov Fuad Panahov Kamran Ibrahimov Abbas Safarov                        | 44.27 |      |
| -  | 1 | Görögország        | Panagiotis Mantis Athanas Konstantinidis Spyridon Chatziioannidis Andreas Stavrou | -     | DQ   |
| -  | 1 | Svájc              | Bastien Mouthon Yanier Bello Diaz Kilian Imwinkelried Lucio Romerio               | -     | DQ   |

## Döntő
| H     | Nemzet             | Versenyzők                                                               | E     | Mj  |
| ----- | ------------------ | ------------------------------------------------------------------------ | ----- | --- |
| Arany | Franciaország      | Cretinoir Jean-Noel Mickael Meba-Zeze Gautier Dautremer Wilhem Belocian  | 40.90 |     |
| Ezüst | Egyesült Királyság | James Taylor Thomas Holligan Clovis Asong Leon Reid                      | 41.37 |     |
| Bronz | Belgium            | Oumar Diallo Bram Luycx Mathias Broothaerts Lorijn Verbrugghe            | 41.60 | PB  |
| 4     | Törökország        | Musa Tuzen Furkan Sen Nimet Sen Aykut Ay                                 | 41.96 |     |
| 5     | Románia            | Ioan Pitigoi Ionut Grecu Marius Marian Blenche Alexandru Terpezan        | 42.42 | PB  |
| 6     | Fehéroroszország   | Uladzislau Trafimovich Siarhei Kresa Ilya Siratsiuk Aliaksandr Krasouski | 42.43 |     |
| 7     | Észtország         | Sten Utsmuts Keiso Pedriks Joosep Lohur Rait Veesalu                     | 42.48 |     |
| -     | Olaszország        | Gabriele Parisi Giacomo Isolano Lorenzo Perini Giovanni Cellario         | -     | DNF |